# Mats Friberg
Mats Gunnar Friberg, född 18 september 1942, är en svensk jurist som var lagman i Hedemora tingsrätt från 1992 till dess nedläggning 2001.
Eter att ha avlagt juris kandidatexamen blev Friberg fiskal i Svea hovrätt 1972. Efter tjänstgöring som adjungerad ledamot i hovrätten blev han assessor 1978. Friberg utsågs 7 februari 1985 till rådman i Hedemora tingsrätt och 17 maj 1990 till rådman i Falu tingsrätt. Han utsågs 27 oktober 1992 till lagman i Hedemora tingsrätt. Efter denna tingsrätt nedläggning återgick Friberg till tjänstgöring vid Falu tingsrätt.